# Скифская плита
Скифская плита или Скифская платформа — геологическая плита, участок эпигерцинской платформенной области, прикрытый мощным осадочным чехлом. В рельефе скифской плиты преобладают равнины Северного Кавказа и Степного Крыма. Является частью Средиземноморского подвижного пояса.

## Расположение
Расположена большей частью на территории России, частью на Украине. Занимает Северное Предкавказье, северную часть акватории Азовского моря, равнинную часть Крымского полуострова, шельф северной части Чёрного моря, северную часть Добруджи. Стыкуется с юга с древней Восточно-Европейской платформой, отделяясь от неё краевым швом. На юге граничит с альпийскими складчатыми сооружениями Большого Кавказа и Горного Крыма Альпийско-Гималайского подвижного пояса. Цепочка передовых прогибов – Терско-Каспийский (Терско-Кумский), Восточно-Кубанский и Индоло-Кубанский – наложены на её окраину. На востоке впадина Северного Каспия разграничивает Скифскую и Туранскую платформы.

## Описание
Фундамент представлен сланцево-известняковым пластом, собранным в складки, чехол — морскими осадочными пластами юрского, мелового и палеогенового (песчаники и пески, известняки, мергели, глины) периодов, а также морскими, лиманно-морскими и континентальными отложениями неогенового и антропогенового периодов. С юга от плиты расположен глубинный разлом и складчатое сооружение Крымских гор, с юго-востока — Индоло-Кубанский прогиб, с севера — глубинный разлом и южное крыло Причерноморской впадины.

## Полезные ископаемые
Основные полезные ископаемые: нефть и природный горючий газ, каменная соль, бром и магниевые соли, лечебные грязи в районе города Саки, природные строительные материалы, подземные минеральные воды (Кавказские Минеральные Воды). Имеются перспективы обнаружения титан-циркониевых россыпей в Ставропольском крае.